# Palystes reticulatus
Palystes reticulatus là một loài nhện trong họ Sparassidae.
Loài này thuộc chi Palystes. Palystes reticulatus được William Joseph Rainbow miêu tả năm 1899.